# Литвиненко, Юлия Леонидовна
Юлия Леонидовна Литвиненко (укр. Юлія Леонідівна Литвиненко; род. 7 ноября 1976, Ингулец) — украинская телеведущая и журналистка, была кандидатом в президенты Украины в 2019 году.

## Биография
Родилась 7 ноября 1976 года в городе Ингулец (в 2002 году присоединён к Кривому Рогу).
С шести лет мечтала работать на телевидении. Окончила Ингулецкую гимназию № 127.
В 11 классе выиграла олимпиаду по журналистике и получила право без экзаменов поступить на факультет журналистики Днепропетровского государственного университета.
В 1999 году переехала в Киев.

### Телевидение
- С 1997 по 1998 год — вела «Новости» в эфире днепропетровской телекомпании «VLD Brothers».
- С 1996 по 1999 год — выпускающий редактор, ведущая программы «Новости», автор и ведущая программы «Вот человек!» на 11-м канале (Днепропетровск).
- С 1999 по 2000 год — автор и ведущая программы «Вопрос дня» на телеканале УТ-1.
- С 2001 по 2003 год — ведущая информационной программы «Факты» на телеканале ICTV.
- С 2006 года — автор и ведущая программы «Позаочі» на телеканале К1.
- C 2008 года — ведущая программы «Аполітична кухня» на кулинарном телеканале «Меню-ТВ».
- С августа 2008 года — автор и ведущая обновлённой программы «Позаочі» на телеканале «Интер».
- C марта 2009 года — соведущая программы «Место встречи» на телеканале «Интер».
- С октября 2010 года — ведущая ток-шоу «Разбор полётов» на телеканале «Интер».
- C марта 2011 года — автор и соведущая ток-шоу «Разбор полётов» на телеканале «Интер»[2].
- С апреля 2013 года — телеведущая на телеканале «ТВi»[3].
- C января 2014 года — ведущая программы «Позаочі» на телеканале «Интер»[4].
- С декабря 2016-2018 год — телеведущая на телеканале «NewsOne»[5].
- В сентябре 2017 года— ведущая программы «Очi в очі» на телеканале «Прямой».
- С 2018 -2019 год — телеведущая на телеканале «Прямой».
- С 2019- 2020 год — телеведущая программы «Детали дня» на телеканале «ZIK».
- С 2020- 2021 год — телеведущая программы «Люди великого мiста» на телеканале «Live»
- С 2021-2022 год — ведущая на интернет-платформе "Независимые".Также с 2021-2022 год  — телеведущая на телеканале «Прямой».

### Интернет
- с 2022-2023 — ведущая на ютуб-платформе "Фабрика новин".
- с 2023-2024 — ведущая на ютуб-канале "Новини.live"

### Радио
С 1996 по 1999 год — ведущая прямого эфира на радиостанции RadioMix (Днепропетровск).
С 18 марта 2014 года — ведущая программ «Герой дня» и «Точка зрения» на «Радио Вести».
С августа 2015 года — генеральный продюсер «Радио Вести».

### Издательский бизнес
С 2007—2008 — Главный редактор журнала TELECITY.

### Кино
- 2009 — Чудо (Украина) — роль тележурналиста.
- 2007 — Возвращается муж из командировки (Украина) — роль ведущей новостей[7]

### Политика
В начале 2019 года стала кандидатом в президенты Украины. Анатолий Шарий назвал её «техническим кандидатом Банковой».

## Семья
Разведена, воспитывает дочек Александру и Киру.

## Интересные факты
Своё первое профессиональное интервью взяла у Леонида Кучмы. В дальнейшем героями программ Юлии Литвиненко становились видные политики, деятели культуры, шоу-бизнеса и спорта.
Участник Украинской лиги «Что? Где? Когда?» (команда телеведущих).
Среди коллег отмечает: Ларри Кинга за любознательность, Опру Уинфри — за талант создавать шоу реальности в прямом эфире, Барбару Уолтерс — за уважение к своим героям, Владимира Познера — за острое слово, Ивана Урганта — за смекалку и юмор.
Несколько лет подряд входит в сотню самых красивых женщин Украины по версии журнала VIVA.